# 阿爾達納
阿爾達納是哥倫比亞的城鎮，位於該國西南部，由納里尼奧省負責管轄，距離首府帕斯托95公里，始建於1728年，面積46平方公里，海拔高度3,098米，2005年人口6,780。
0°53′N 77°42′W / 0.883°N 77.700°W